# Eremalche rotundifolia
Eremalche rotundifolia es una especie de planta herbácea perteneciente a la familia Malvaceae, originaria del Desierto de Mojave en el sudoeste de Estados Unidos, donde se encuentran a una altitud de 50 a 1,500 metros, en lugares abiertos, en áreas rocosas o arenosas.  Se puede encontrar en Anza-Borrego Desert State Park y en el parque nacional del Valle de la Muerte en el sur de California.

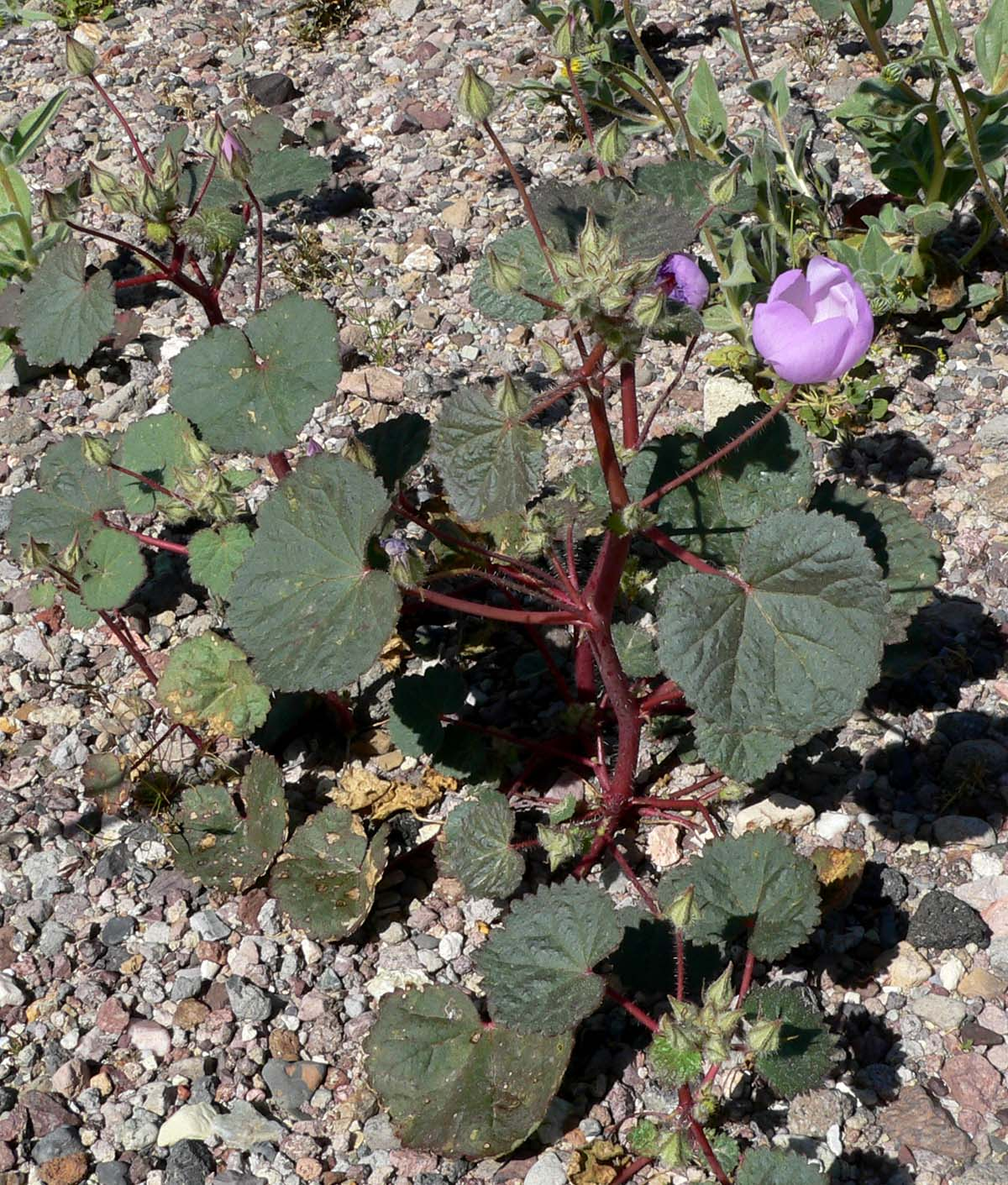
Planta

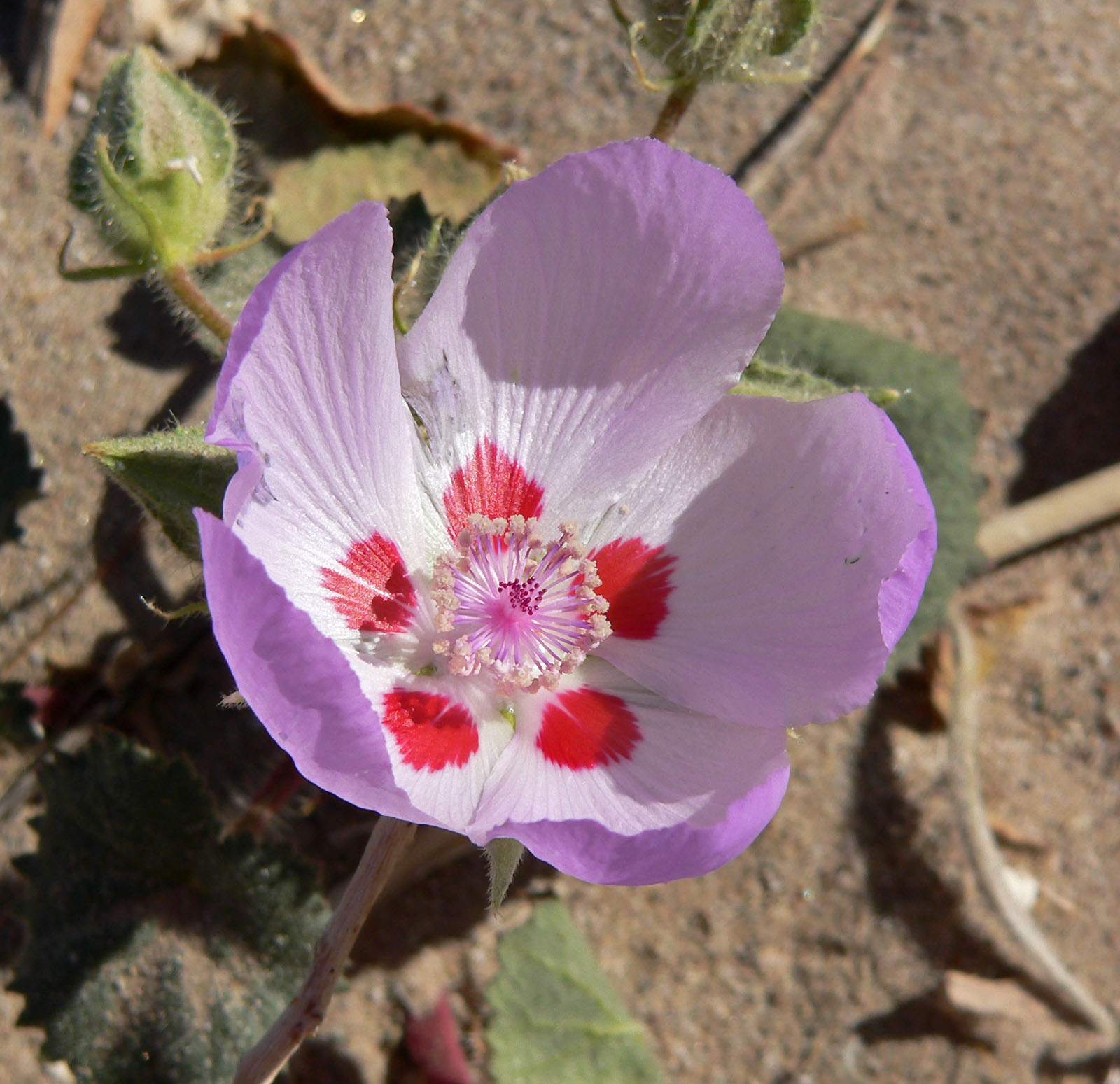
Flor

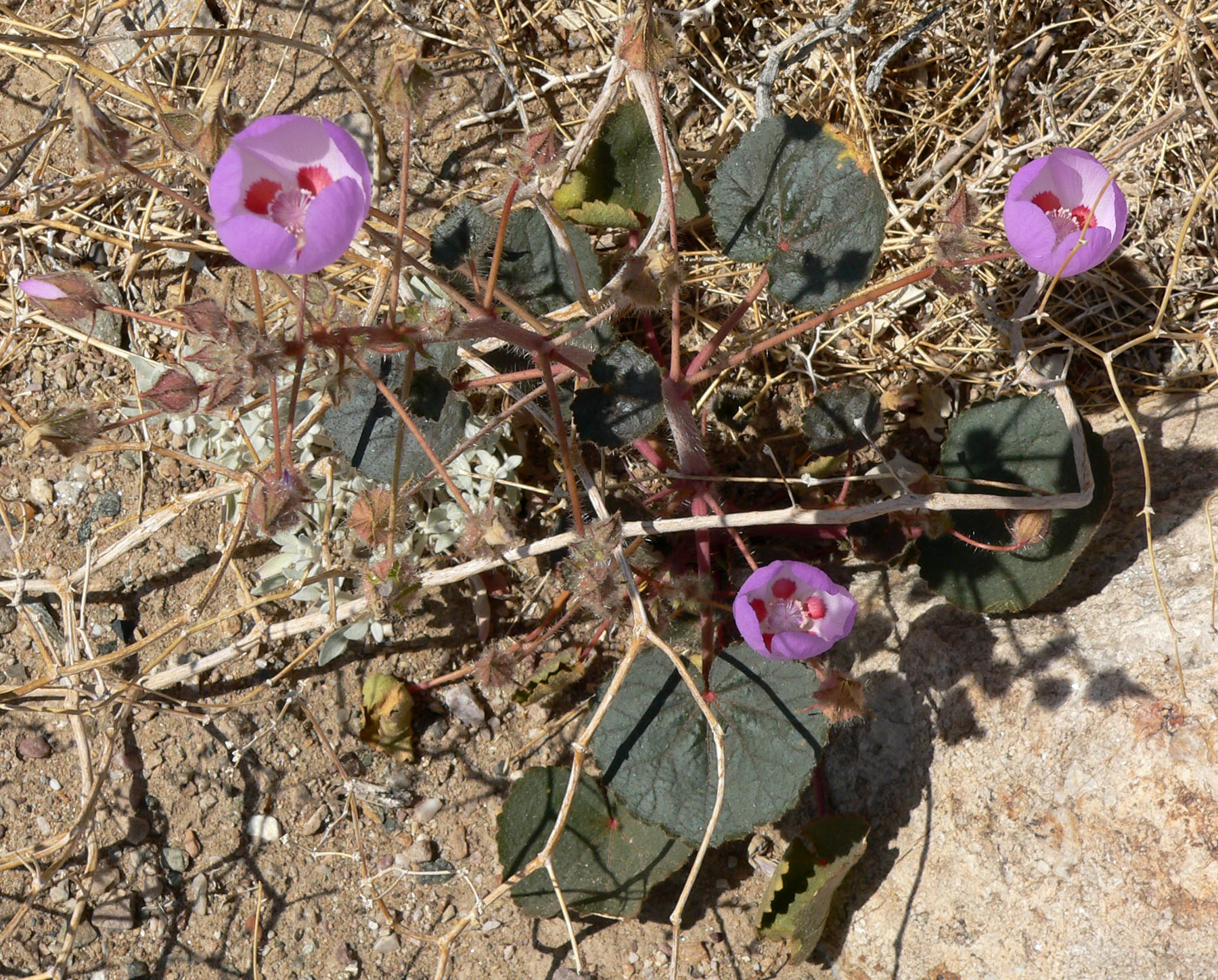
Hábitat

## Descripción
Es una planta anual que alcanza los 80-60 cm de altura, con las hojas con las esquinas redondeadas  de 1,5-6 cm de ancho y con el borde dentado. Las flores son de color rosa al lila con cinco pétalos, cada uno con una mancha roja oscura en la base.

## Taxonomía
Eremalche rotundifolia fue descrita por (A.Gray) Greene y publicado en Leaflets of Botanical Observation and Criticism 1(15): 208. 1906.
Etimología
Eremalche: nombre genérico que procede del griego y significa "solitaria malva, en su hábitat desértico". La raíz de la palabra erem, así como sus formas conexas eremos, Eremia, eremicus y eremitus, tiene el significado "un lugar solitario, un lugar de soledad, un lugar desierto, solitario, deshabitado "y por extensión" del desierto ", ya que un desierto es un lugar solitario que está en gran parte deshabitado.
rotundifolia: epíteto latíno que significa "con hojas redondas"
Sinonimia
- Malvastrum rotundifolium A.Gray basónimo
- Malveopsis rotundifolia (A. Gray) Kuntze
- Sphaeralcea rotundifolia (A. Gray) Jeps.[1]